# Pilis
Pilis je vas na Madžarskem, ki upravno spada v podregijo Monori Županije Pešta. Pillis je tudi ime gričevja na severu Madžarske.